# Jørgen Jensen (atleta)
Jørgen Pilegaard Jensen (Krønge, Lolland, 10 de abril de 1944 – Aarhus, 2 de octubre de 2009) fue un atleta de larga distancia danés.

## Carrera
Jensen ganó la primera edición de la Maratón de Ámsterdam el 3 de mayo de 1975 con un crono de 2:16:51. Corrió en los Juegos Olímpicos de 1972 y 1976 acabando en 30º y 28º lugar respectivamente.
Entre 1966 y 1976 Jensen consiguió ocho títulos nacionales de equipo (relevos 4 × 1500 m y cross-country) y ocho títulos individuales, en 5000 m (1966), 10000 m (1973), 20 km (1972 y 1974) y maratón (1973-1976). 

## Palmarés
| Año  | Certamen                        | Localidad               | Posición | Prueba           | Tiempo  |
| ---- | ------------------------------- | ----------------------- | -------- | ---------------- | ------- |
| 1972 | Juegos Olímpicos                | Munich, RFA             | 30º      | Maratón          | 2:24:00 |
| 1975 | Maratón de Ámsterdam            | Amsterdam, Países Bajos | 1º       | Maratón          | 2:16:51 |
| 1975 | Maratón Internacional de la Paz | Košice, Checoslovaquia  | 4º       | Maratón          | 2:17:00 |
| 1975 | Maratón de Fukuoka              | Fukuoka, Japón          | 24º      | Maratón          | 2:18:45 |
| 1976 | Juegos Olímpicos                | Montreal, Canadá        | 28º      | Juegos Olímpicos | 2:20:44 |